# Knooppunt Satalice
Knooppunt Satalice (Tsjechisch: Dálniční křižovatka Satalice) is een knooppunt in Praag in Tsjechië.
Op dit klaverbladknooppunt bij het dorp Satalice kruist de D0 de D10 Praag/Turnov.

## Geografie
Het knooppunt ligt in de stad Praag.
Naburige dorpen en buurten zijn Satalice, Horní Počernice en Černý Most.

## Richtingen knooppunt
| Aansluitende wegen | Aansluitende wegen | Aansluitende wegen | Aansluitende wegen | Aansluitende wegen                |
| ------------------ | ------------------ | ------------------ | ------------------ | --------------------------------- |
|                    |                    |                    |                    | 10 richting Mladá Boleslav Turnov |
|                    |                    |                    |                    |                                   |
| 10 richting D8     |                    |                    |                    |                                   |
|                    |                    |                    |                    |                                   |
|                    |                    | 0 richting D11     |                    |                                   |